# Мамутчево
Мамутчево (старо Махмудчилар, на македонска литературна норма: Мамутчево) е село в община Велес, Северна Македония.

## География
Селото се намира в североизточната част на община Велес, в долината на река Отовица и землището му опира о областта Овче поле. Селото е разположено в равнината на надморска височина от 400 метра. От Велес е отдалечено на 10 километра. Землището му е 10 кв. км.

## История
В „Етнография на вилаетите Адрианопол, Монастир и Салоника“, издадена в Константинопол в 1878 година и отразяваща статистиката на населението от 1873 година, Мамутчово е посочено като село с 45 домакинства със 117 жители мюсюлмани.
Според статистиката на Васил Кънчов („Македония. Етнография и статистика“) от 1900 година Махмудчилар е населявано от 430 жители, всички турци.
След Междусъюзническата война в 1913 година селото попада в Сърбия.
На етническата си карта от 1927 година Леонард Шулце Йена показва Махмутчилар (Mahmutčilar) като турско село.
По-късно турското население на Мамутчево се изселва и в 2002 година всичките му 331 жители се определят като македонци.